# Nueva Zelanda en los Juegos Olímpicos de Grenoble 1968
Nueva Zelanda estuvo representada en los Juegos Olímpicos de Grenoble 1968 por un total de 6 deportistas que compitieron en esquí alpino.  
El portador de la bandera en la ceremonia de apertura fue el esquiador Thomas Huppert. El equipo olímpico neozelandés no obtuvo ninguna medalla en estos Juegos.